# بریل می دنت
بریل می دنت (انگلیسی: Beryl May Dent; ۱۰ مهٔ ۱۹۰۰ – ۹ اوت ۱۹۷۷) ریاضیدان و فیزیکدان بریتانیایی بود که در حوزه مکانیک سیالات و ریاضیات کاربردی فعالیت داشت. او به دلیل مشارکت‌هایش در زمینه تحلیل جریان سیالات و مدل‌سازی ریاضی شناخته می‌شود.